# 下後鋸筋
下後鋸筋（かこうきょきん、英語: serratus posterior inferior muscle）は、棘肋筋のうち、広背筋の深層に位置する薄い筋肉である。胸椎および腰椎の浅板を起始とし、外側上方に向かって走り、肋骨に付着する。
肋骨を内下方へと引く作用がある。

## 英語名称
serratus posterior inferior muscles (セレタス・ポスティアリア・インフィアリア・マッスル）

## 下後鋸筋の解説
下後鋸筋（かこうきょきん）は胸郭後面の下部にある扁平な筋で、広背筋（こうはいきん）の深層部にある筋肉です。
下後鋸筋は第１２胸椎～第３腰椎の棘突起と近くの胸腰筋膜から起始し、第９～１２肋骨の外側部の下縁に停止します。
下後鋸筋は主に第９～１２肋骨を下制して息を吐くときに下部の肋骨（下位肋骨には横隔膜が内側に張り付いています）を引き下げ､胸郭を狭めることで呼吸を補助します。

## 起始
第１２胸椎～第３腰椎の棘突起と近くの胸腰筋膜

## 停止
第９～１２肋骨の外側部の下縁

## 下後鋸筋を支配する神経
肋間神経（T9～T１２）

## 日常生活動作
息を吐くときに胸郭を狭め、呼気を補助する

## スポーツ動作
あらゆるスポーツ動作に関与し、呼気を補助することで呼吸を助けます。